# Novake (Tržič, Slovenija)
Novake je naselje u slovenskoj Općini Tržiču. Novake se nalazi u pokrajini Gorenjskoj i statističkoj regiji Gorenjskoj. 

## Stanovništvo
Prema popisu stanovništva iz 2002. godine naselje je imalo 18 stanovnika.